# كلاتة ملا (دامنكوه)
كلاتة ملا (بالفارسية: کلاته‌ملا) هي قرية تقع في إيران في قسم دامنكوه الريفي. يقدر عدد سكانها بـ 439 نسمة بحسب إحصاء 2016.